# Zoma (aranya)
|  | Per a altres significats, vegeu «La Zoma». |

Zoma és un gènere d'aranyes araneomorfes de la família dels teridiosomàtids (Theridiosomatidae). Fou descrit per primera vegada per M.I. Saaristo el 1996.
Viuen a la Xina i a les Seychelles.

## Taxonomia
Segons el World Spider Catalog amb data de 18 de gener de 2019 hi ha reconegudes 3 espècies:
- Zoma dibaiyin Miller, Griswold & Yin, 2009[3] – Xina
- Zoma fascia Zhao & Li, 2012[4] – Xina
- Zoma zoma Saaristo, 1996[1] – Seychelles